# Vilanòva (Cuneo)
Vilanòva (italià Villanova Mondovì, piemontès Vilaneuva dël Mondvì) és un municipi italià, situat a la regió del Piemont. L'any 2007 tenia 5.667 habitants. Està situat a la Val Tàner, dins de les Valls Occitanes. Limita amb els municipis de Chiusa di Pesio, Frabosa Sotana, Monastero di Vasco, Mondovì, Pianfei i Ròcafòrt.

## Administració
| Període | Identitat       | Partit        |
| ------- | --------------- | ------------- |
| 2004-   | Giuseppe Boasso | Llista cívica |